# دووم (سلسلة أفلام)
دووم (بالإنجليزية: Dhoom) هو سلسلة أفلام هندي من إنتاج شركة ياش راج فيلم. تدور أحداث المسلسل حول مساعد مفوض الشرطة لضابط الشرطة جاي ديكسيت (أبهيشيك باتشان)، وهو ضابط شرطة، ومساعده المفتش المساعد لكبير المفتشين أكبر فاتح خان (أوداي تشوبرا)، في مهمات للقبض على اللصوص المحترفين. إنه سادس أكبر امتياز سينمائي هندي من حيث إيرادات شباك التذاكر. 
حقق الجزء الأخير من سلسلة أفلام دووم 3 إيرادات تجاوزت 557 كرور روبية في جميع أنحاء العالم. اعتبارًا من عام 2024، أصبح فيلم دووم هو ثامن أعلى امتياز سينمائي من حيث الإيرادات في السينما الهندية.

## ملخص

### دووم (فيلم 2004)
عصابة غامضة من راكبي الدراجات النارية تنفذ عملية سرقة، حيث يستعين ضابط الشرطة جاي ديكسيت بعلي، وهو ميكانيكي، لمساعدته في القضية. مع مرور الوقت، يتعين على الثنائي القبض على اللصوص متلبسين.
يشارك في بطولة الفيلم أبهيشيك باتشان وأوداي تشوبرا في دور ضباط الشرطة جاي ديكسيت وعلي خان، بينما يلعب جون أبراهام دور الخصم، مع إيشا ديول وريمي سين في أدوار داعمة.

### دووم 2 (فيلم 2006)
يتم تكليف ضابط الشرطة جاي ديكسيت وعلي بتعقب لص دولي يُدعى "السيد أ"، والذي يسرق قطعًا أثرية لا تقدر بثمن وقد اختار مومباي كهدفه التالي.
يقدم الفيلم هريثيك روشان وآيشواريا راي كأعداء، كما يقدم أيضًا بيباشا باسو في دور مساعد مزدوج، بينما يعيد أبيشيك باتشان وأوداي تشوبرا دوريهما كجاي ديكسيت وعلي خان.

### دووم 3 (فيلم 2013)
عندما يتحول ساهر، فنان السيرك المدرب على السحر والبهلوانات، إلى لص من أجل القضاء على بنك فاسد في شيكاغو مسؤول عن وفاة والده، يتم استدعاء ضابط الشرطة جاي ديكسيت وعلي للقبض عليه.
يقدم الفيلم عامر خان باعتباره الشخصية الشريرة، بينما يعيد أبيشيك باتشان وأوداي تشوبرا تمثيل دوريهما كجاي ديكسيت وعلي خان، مع قيام كاترينا كيف وتابريت بيثيل بأدوار داعمة.

## الأفلام
| فيلم   | تاريخ الإصدار في الهند | تاريخ الإصدار في فرنسا | تاريخ الإصدار في المملكة المتحدة | مخرج                | كاتب السيناريو                     | قصة بقلم      | منتج          |
| ------ | ---------------------- | ---------------------- | -------------------------------- | ------------------- | ---------------------------------- | ------------- | ------------- |
| دووم   | 27 أغسطس 2004          | 10 سبتمبر 2004         | 15 سبتمبر 2004                   | سانجاي جادفي        | فيجاي كريشنا أشاريا ، أديتيا شوبرا | أديتيا تشوبرا | أديتيا تشوبرا |
| دووم 2 | 24 نوفمبر 2006         | 30 نوفمبر 2006         | 17 يناير 2007                    | سانجاي جادفي        | فيجاي كريشنا أشاريا ، أديتيا شوبرا | أديتيا تشوبرا | أديتيا تشوبرا |
| دووم 3 | 20 ديسمبر 2013         | 25 ديسمبر 2013         | 16 يناير 2014                    | فيجاي كريشنا أشاريا | فيجاي كريشنا أشاريا ، أديتيا شوبرا | أديتيا تشوبرا | أديتيا تشوبرا |

### دووم (فيلم 2004)
كان فيلم دووم هو الجزء الأول من السلسلة والذي تم إصداره في 27 أغسطس 2004، وحصل على مراجعات متباينة إلى إيجابية.  حقق الفيلم نجاحًا تجاريًا وبلغ إجمالي إيراداته العالمية المعدلة طوال حياته 72.5 كرور روبية هندية (12 مليون دولار أمريكي) .     بلغت الإيرادات العالمية لفيلم دووم 2 مليون دولار أمريكي، بينما بلغت إيراداته في الولايات المتحدة 330,400 دولار أمريكي.

### دووم 2 (فيلم 2006)
كان دووم 2 هو الجزء الثاني من هذه السلسلة  والذي تم إصداره في 24 نوفمبر 2006 في الهند، حيث تلقى إشادة من النقاد. 
أعطى تاران أدارش من بوليوود هانجاما 4.5 من أصل 5 نجوم، وذكر "بشكل عام، يعد Dhoom 2 فائزًا بكل المقاييس. بالنسبة لياش راج فيلم ، الذي لم ينتج الفيلم فحسب، بل قام أيضًا بتوزيعه، يجب أن يكون Dhoom 2 أحد أكبر النجاحات في مسيرته المهنية."  استعرضت راشيل سالتز من صحيفة نيويورك تايمز، "مبدأ المتعة ملموس في Dhoom 2 المذهل والرائع، وهو مثال مرضٍ لبوليوود الجديدة والحديثة تمامًا.  في الهند، حطم فيلم Dhoom 2 العديد من الأرقام القياسية لشباك التذاكر، وخاصة تلك الخاصة بيوم الافتتاح وإجمالي إيرادات عطلة نهاية الأسبوع الافتتاحية، بما في ذلك الأسبوع الأول الذي بلغت إيراداته  في مومباي و  في جميع أنحاء الهند.  حقق الفيلم 979000 دولار أمريكي في أمريكا الشمالية في 63 مسرحًا خلال عطلة نهاية الأسبوع الافتتاحية التي استمرت ثلاثة أيام (1.3 مليون دولار على مدى أربعة أيام)، ليصبح ثالث أكبر عطلة نهاية أسبوع افتتاحية لفيلم بوليوود في أمريكا الشمالية.  من المتوقع أن يحقق فيلم Dhoom 2 إجمالي إيرادات تبلغ 8,750,000 دولار أمريكي في الأسواق الخارجية. 

### دووم 3 (فيلم 2013)
كان دووم 3 هو الجزء الثالث من السلسلة، والذي تم إصداره في 20 ديسمبر 2013 وحصل على مراجعات متباينة إلى إيجابية من النقاد. 
صنف تاران أدارش من بوليوود هانجاما الفيلم بـ 4.5 من أصل 5 نجوم وقال، "بشكل عام، يعد دووم 3 فيلمًا ترفيهيًا قويًا مليئًا بالموقف وقوة النجوم التي ستترك عشاق السلسلة يتوقون للمزيد."  حقق الفيلم إيرادات إجمالية قدرها 4 مليار روبية هندية (66 مليون دولار أمريكي) في جميع أنحاء العالم في عشرة أيام فقط، ويصبح الفيلم الهندي الحادي عشر الأعلى ربحًا على الإطلاق .   

## الإصدار والإيرادات

### أداء شباك التذاكر
اشتهرت السلسلة بأرباحها، حيث حقق فيلم دووم  والفيلم التالي له ربحًا إجماليًا قدره 823.7 كرور روبية، وفقًا لـ IBtimes.  
| فيلم    | تاريخ الإصدار في الهند | تاريخ الإصدار في فرنسا | تاريخ الإصدار في المملكة المتحدة | ميزانية                                      | إيرادات شباك التذاكر                             | المرجع        |
| ------- | ---------------------- | ---------------------- | -------------------------------- | -------------------------------------------- | ------------------------------------------------ | ------------- |
| دووم    | 27 أغسطس 2004          | 10 سبتمبر 2004         | 15 سبتمبر 2004                   | 11 كرور روبية هندية (1٫8 مليون دولار أمريكي) | 72.5 كرور روبية هندية (12 مليون دولار أمريكي)    | [ 23 ] [ 24 ] |
| دووم 2  | 24 نوفمبر 2006         | 30 نوفمبر 2006         | 17 يناير 2007                    | 35 كرور روبية هندية (5٫8 مليون دولار أمريكي) | 162 كرور روبية هندية (27 مليون دولار أمريكي)     | [ 27 ] [ 23 ] |
| دووم 3  | 20 ديسمبر 2013         | 25 ديسمبر 2013         | 16 يناير 2014                    | 100 كرور روبية هندية (17 مليون دولار أمريكي) | 589.2 كرور روبية هندية (98 مليون دولار أمريكي)   | [ 30 ] [ 31 ] |
| المجموع | المجموع                | المجموع                | المجموع                          | 192 كرور روبية هندية (32 مليون دولار أمريكي) | 976.12 كرور روبية هندية (160 مليون دولار أمريكي) |               |

## تأثير
كان للفيلم تأثير ثقافي كبير بين الشباب الحضري الهندي. وقد تم إلقاء اللوم عليه في زيادة حوادث سباق الشوارع وسرقة الدراجات والتقزم على الطرق العامة. علاوة على ذلك، كان هناك زخم جديد لمشهد تعديل الدراجات مع توجه الشباب إلى إجراء تعديلات على دراجاتهم تتراوح من أنظمة العادم ذات التدفق الحر إلى إضافة مجموعات NOS . في منطقة مالابورام بولاية كيرالا ، قام أربعة أعضاء من مجموعة من المجرمين بكسر أرضية بنك جنوب مالابار جرامين في الساعات الأولى من صباح يوم 30 ديسمبر 2007 ونهبوا 2.5 مليون  . مليون و80 كيلوجرامًا من الذهب، بقيمة إجمالية تبلغ 80 مليون روبية. مليون دولار، والتي تعتبر واحدة من أكبر السرقات في سجلات الجريمة في ولاية كيرالا. ألقت شرطة ولاية كيرالا القبض على أربعة أشخاص فيما يتعلق بهذه القضية واعترف الزعيم بأنه كان مستوحى من دهوم . وقد أجرت وسائل الإعلام في الهند مقارنات بين الفيلم وفيلم Dhoom 2.  

## رواية مصورة
تم نشر رواية مصورة بعنوان Dhoom: Redux 893 في عام 2012 بواسطة Yomics . 

## ألعاب
- Dhoom (2004) و Dhoom 2 (2006)، ألعاب فيديو من إنتاج FXLabs استنادًا إلى الفيلم الثاني من السلسلة. [35] [36]
- Dhoom:3 The Game و Dhoom:3 Jet Speed من إنتاج 99games استنادًا إلى الفيلم الثالث من السلسلة. [37] [38]

## المشاريع المزعومة
انتشرت شائعات كاذبة كثيرة حول تكملة قادمة لفيلم Dhoom 3، وذكرت بعض الشائعات أن أكشاي كومار سيكون في Dhoom 4.  ومع ذلك، أوضحت شركة ياش راج فيلم لاحقًا أنها لم تطلب أبدًا من أكشاي دورًا في الفيلم. في الواقع، لقد صرحوا أيضًا أنهم لم يكن لديهم حتى نص أو حبكة أو حتى فكرة، في تلك المرحلة.  وقد أوضح الرد الذي قدمته شركة الإنتاج بشكل أكبر أنه لم يتم حتى الآن التعاقد مع أي ممثلين أو النظر في مشاركتهم في ما يسمى Dhoom 4 من قبل شركة الإنتاج.  لم تكن هذه هي المرة الأولى التي تنتشر فيها شائعة تتعلق بفيلم Dhoom 4، فعندما انتشرت شائعات عن مشاركة شاه روخ خان في الفيلم، صرح أحد المخرجين في شركة الإنتاج بتصريح مماثل مفاده أنه لا توجد قصة لفيلم Dhoom 4.  حتى أن الممثل نفسه صرح أنه لم يُعرض عليه بعد التسجيل لفيلم Dhoom 4.  كانت هذه هي الحالة نفسها عندما تم التكهن بممثلين آخرين، حيث صرحت شركة الإنتاج بنفس الرد.  في الواقع، في وقت ما من عام 2018، صرح متحدث باسم شركة الإنتاج أنه لا توجد خطط حالية للفيلم.  ومع ذلك، في وقت إصدار فيلم سفاحين الهند، وهو فيلم من إخراج نفس مخرج Dhoom 3، ذكر بعض الأشخاص من شركة الإنتاج أن إمكانية إصدار Dhoom 4 تعتمد على مدى نجاح الفيلم.  